# Le Vampire de ces dames
Pour plus de détails, voir Fiche technique et Distribution.
Le Vampire de ces dames (titre original : Love at First Bite) est une comédie fantastique américaine réalisée en 1979 par Stan Dragoti, avec George Hamilton dans le rôle du comte Dracula, confronté à Susan Saint James et Richard Benjamin...

## Synopsis
Après avoir été chassé de son château en Transylvanie, le comte Dracula part s'installer à New York.

## Fiche technique
Source : IMDb
- Titre original : Love at First Bite
- Titre français : Le Vampire de ces dames
- Réalisation : Stan Dragoti
- Scénario : Robert Kaufman
- Photographie : Edward Rosson
- Montage : Mort Fallick et Allan Jacobs
- Musique : Charles Bernstein
- Direction artistique : Serge Krizman
- Décors : Ethel Robins Richards
- Langue : anglais
- Pays d'origine :  États-Unis
- Format : couleurs - 35 mm - 1,85:1 - son mono
- Genre : comédie romantique
- Durée : 96 minutes
- Date de sortie : 27 avril 1979
- Affiche : Vanni Tealdi (France)

## Distribution
Source : IMDb
- George Hamilton (VF : László Szabó) : Comte Vladimir Dracula
- Susan Saint James (VF : Perrette Pradier) : Cindy Sondheim
- Richard Benjamin (VF : Dominique Paturel) : Dr. Jeffery Rosenberg / Van Helsing
- Dick Shawn (VF : Jacques Ferrière) : Lt. Ferguson
- Arte Johnson (VF : Philippe Dumat) : Renfield
- Sherman Hemsley : Révérend Mike
- Isabel Sanford (VF : Paule Emanuele) : Juge Thomas
- Barry Gordon : Vendeur de lampe torche
- Ronnie Schell : Homme dans l'ascenseur
- Bob Basso : Réparateur de télé
- Bryan O'Byrne : Prêtre
- Michael Pataki : Gangster
- Hazel Shermet : Mme. Knockwurst, femme dans l’ascenseur
- Stanley Brock : Erwin Newman, chauffeur de taxi
- Danny Dayton : Billy
- Robert Ellenstein : Homme à la Volkswagen
- David Ketchum (VF : Raoul Delfosse) : Inspecteur des douanes
- Lidia Kristen : Commissaire
- Eric Laneuville : Russell
- Susan Tolsky : agent modèle
- Robin Dee Adler : femme en chemise de nuit
- Jack Baker : N.Y. Thug
- Paul Barselou : garde de la banque de sang
- Laurie Beach : petite fille
- Jacque Lynn Colton : dame avec un chat
- Charlie Dell : serveur
- John Dennis : policier à moto
- Kay Dingle : TWA Agent (as Ding Dingle)
- Shelly Garrett : N.Y. Thug
- Alan Haufrect : photographe
- Michael Heit : garçon d'étage #2
- David Landsberg (VF : Jacques Dynam) : Morty
- Ralph Manza : chauffeur de limousine
- Tiger Joe Marsh : citoyen à l'extérieur du château
- Ed Marshall : Edward Calvin, journaliste
- Joseph G. Medalis : stagiaire (as Joe Medalis)
- Rose Michtom : vieille dame
- Debbie Javor : infirmière
- Robert Nadder : Docteur Bellevue
- Dino Natali : un homme à l'extérieur du château
- Jerold Pearson : Hippie aux douanes
- Judy Penrod : hôtesse de l'air
- Hal Ralston : sergent de police
- Lavelle Roby
- Merrie Lynn Ross : dame dans l'appartement
- Whitney Rydbeck : commissaire
- Rolfe Sedan
- Cicely Walper : grand-mère
- Basil Hoffman : gérant de l'hôtel (non crédité)
- Jody Jaress : danseur (non crédité)
- Jimmy Williams : danseur du Nightclub (non crédité)

## Commentaire
Sacrifiant à la mode disco, pourtant sur le point de s'éteindre, Le vampire de ces dames est peut-être l'ultime variation irrévérencieuse notable des années 1970 sur le thème, alors considéré comme désuet, du vampirisme au cinéma. Sur un ton globalement bon enfant, la satire s'apparente d'ailleurs davantage à une comédie sentimentale tout public qu'à une macabre farce d'horreur.
Jusque-là réservé à des rôles de jeunes premiers séducteurs, l'acteur — mais également producteur — George Hamilton s'essaye ici à une forme plutôt nouvelle d'autodérision qu'il poussera plus loin encore dans La Grande Zorro de Peter Medak, deux ans plus tard.
Exactement trente ans après la sortie du Vampire de ces dames, une suite potentielle, intitulée en anglais Love at second bite et mettant à nouveau Hamilton en vedette, est annoncée pour l'année 2010. Le projet reste néanmoins à ce jour au stade préparatoire.

## À noter
- Pour assurer une meilleure promotion du film lors du 33e Festival de Cannes (mai 1980), George Hamilton n'hésita pas à poser longuement pour les photographes de la Croisette, en costume de Dracula.
- Le maquilleur du film, William Tuttle, avait débuté dans le métier en travaillant sur La Marque du vampire de Tod Browning près d'un demi-siècle plus tôt.
- Troublante coïncidence, George Hamilton parodia dans à peu près la même période les deux rôles joués avec sérieux par Frank Langella dans The Mark of Zorro  (téléfilm de 1974) et Dracula (1979).